# Pilea victoriensis
Pilea victoriensis är en nässelväxtart som beskrevs av P. van Royen. Pilea victoriensis ingår i släktet pileor, och familjen nässelväxter. Inga underarter finns listade i Catalogue of Life.